# نقولا الترك
نقولا بن يوسف الترك الإسطمبولي (1176-1244 هـ/1763-1828 م) هو شاعر له عناية بالتاريخ، أصله من بلاد الترك من أسرة يونانية ومولده ووفاته في دير القمر في لبنان.سافر إلى مصر واستخدم كاتباً في حملة نابليون على مصر، وعاد إلى لبنان فخدم الأمير بشير الشهابي، وله في مدحه قصائد. وعمي في أواخر أعوامه، فكان يملي ما ينظمه على ابنته وردة.

عام 1812 أرّخ الشاعر المعلم نقولا الترك بناء الشيخ بشير جنبلاط لعين الغابة في قرية مرستي في أعالي الشوف، بالأبيات الشعرية التالية:

شيخ الشيوخ اعتنى بتجديدها كرماً...فهو البشير الذي طابت مآثره 

وحين أكملها نادى الؤرخ، يا الله رب العلى والعرش آجره

وقد تم حفر هذه الأبيات على على جدار العين تحت القنطرة الحجرية التي ما زالت قائمة حتي يومنا هذا.

## مؤلفاته
- من كتبه تاريخ نابليون جزء منه،
- تاريخ أحمد باشا الجزار،
- الأحداث التاريخية وحوادث الزمان في جبل لبنان.

بالإضافة إلى ديوان شعر

## اقرأ أيضا
- حنانيا المنير

- لويس شيخو
- يواكيم مطران
- طنوس الشدياق